# Il marito
Il marito est une comédie à l'italienne tournée en 1958, sous la direction des cinéastes Nanni Loy, Fernando Palacios et Gianni Puccini.

## Synopsis
Alberto Mariani (Alberto Sordi), petit entrepreneur, épouse une violoncelliste diplômée, Elena Bonfanti (Aurora Bautista) et sa vie se met à changer. En pire. Elena est en effet une femme avec beaucoup de qualités mais aussi un grand défaut : elle exige la présence constante de sa mère et de sa sœur qui envahissent le domicile. Très vite, la vie conjugale devient pour Alberto une prison, avec tout ce à quoi il doit renoncer (plus de distractions le dimanche ni de sorties avec des amis mais d'exaspérants concerts de musique de chambre) ; sans parler de l'idée qu'ont sa belle-mère et sa belle-sœur de transformer la terrasse panoramique pour en faire leur petit appartement personnel. Comme si cela ne suffisait pas, il s'y ajoute même les difficultés dans le travail, les emprunts, les lettres de change, les retards de paiement et les adjudications manquées. Il doit supporter encore les difficultés économiques de sa sœur et de ses parents. Alberto est au bord du désastre quand la chance fait son apparition sous les traits d'une riche veuve. Il cherche alors à conquérir à tout prix la confiance de cette femme aguichante jusqu'à ce que sa recherche d'argent désespérée amène Alberto à deux doigts de commettre l'adultère. Et quand il lui semble avoir réussi et avoir sauvé son entreprise de la faillite, voilà que son épouse et ses parents viennent tout gâcher. Définitivement ruiné cette fois-ci, Alberto se voit forcé de changer complètement de travail et de commencer une vie familiale totalement  différente...

## Fiche technique
- Réalisateurs : Nanni Loy, Fernando Palacios et Gianni Puccini

Outre les réalisateurs, noter au scénario la présence d'Ettore Scola

## Distribution
- Alberto Sordi
- Aurora Bautista
- Ciccio Barbi